# Vânători, Vrancea
Vânători este satul de reședință al comunei cu același nume din județul Vrancea, Moldova, România.